# Landkreis Ludwigslust
Landkreis Ludwigslust var en Landkreis i den tyske delstat Mecklenburg-Vorpommern, der eksisterede fra 1994 til 2011.
Området lå sydøst for delstaten Slesvig-Holsten, syd for Landkreis Nordwestmecklenburg og byen Schwerin, vest for Landkreis Parchim, nord for delstaten Brandenburg samt øst for delstaten Niedersachsen. Landkreisens hovedby var Ludwigslust.
Under landkreisreformen i 2011 blev landkreisen lagt sammen med Landkreis Parchim til den nye Landkreis Ludwigslust-Parchim.

## Byer og kommuner
(Indbyggertal 31. december 2006)
Amtsfrie kommuner
1. Boizenburg/Elbe, by* (10.756)
2. Hagenow, by* (12.178)
3. Lübtheen, by(4.757)
4. Ludwigslust, by* (12.815)

Amter med tilhørende byer og kommuner.  
Forvaltningsby er markeret med  *
| - 1. Amt Boizenburg-Land [Forvaltningsby: Boizenburg/Elbe] 1. Bengerstorf (598) 2. Besitz (512) 3. Brahlstorf (756) 4. Dersenow 5. Gresse (653) 6. Greven (832) 7. Neu Gülze (775) 8. Nostorf (753) 9. Schwanheide (825) 10. Teldau (874) 11. Tessin b. Boizenburg (410) - 2. Amt Dömitz-Malliß 1. Dömitz, Stadt * (3.302) 2. Grebs-Niendorf (697) 3. Karenz (296) 4. Malk Göhren (552) 5. Malliß (1.406) 6. Neu Kaliß (2.066) 7. Vielank (1.452) - 3. Amt Grabow 1. Balow (346) 2. Brunow (383) 3. Dambeck (317) 4. Eldena (1.384) 5. Gorlosen (572) 6. Grabow, Stadt * (6.127) 7. Karstädt (616) 8. Kremmin (271) 9. Milow (469) 10. Möllenbeck (233) 11. Muchow (380) 12. Prislich (824) 13. Steesow (214) 14. Zierzow (450) | - 4. Amt Hagenow-Land [Forvaltningsby: Hagenow] 1. Alt Zachun (394) 2. Bandenitz (506) 3. Belsch (254) 4. Bobzin (297) 5. Bresegard bei Picher (354) 6. Gammelin (492) 7. Groß Krams (201) 8. Hoort (618) 9. Hülseburg (168) 10. Kirch Jesar (688) 11. Kuhstorf (805) 12. Moraas (506) 13. Pätow-Steegen (409) 14. Picher (744) 15. Pritzier (511) 16. Redefin (554) 17. Setzin (535) 18. Strohkirchen (334) 19. Toddin (533) 20. Warlitz (491) - 5. Amt Ludwigslust-Land [Forvaltningsby: Ludwigslust] 1. Alt Krenzlin (832) 2. Bresegard bei Eldena (241) 3. Göhlen (407) 4. Groß Laasch (1.046) 5. Leussow (300) 6. Lübesse (776) 7. Lüblow (672) 8. Rastow (2.000) 9. Sülstorf (950) 10. Uelitz (446) 11. Warlow (546) 12. Wöbbelin (953) | - 6. Amt Neustadt-Glewe 1. Blievenstorf (490) 2. Brenz (555) 3. Neustadt-Glewe, by * (6.855) - 7. Amt Stralendorf 1. Dümmer (1.390) 2. Holthusen (886) 3. Klein Rogahn (1.318) 4. Pampow (2.930) 5. Schossin (266) 6. Stralendorf * (1.474) 7. Warsow (671) 8. Wittenförden (2.751) 9. Zülow (153) - 8. Amt Wittenburg 1. Körchow (874) 2. Lehsen (352) 3. Wittenburg, by * (4.924) 4. Wittendörp (3.057) - 9. Amt Zarrentin 1. Gallin (519) 2. Kogel (617) 3. Lüttow-Valluhn (802) 4. Vellahn (2.825) 5. Zarrentin am Schaalsee, by * (4.672) |

- Wikimedia Commons har flere filer relateret til Landkreis Ludwigslust

53°20′N 11°15′Ø / 53.33°N 11.25°Ø